# Birthday Honours

Les Birthday Honours, dans certains royaumes du Commonwealth, marquent l'anniversaire officiel du monarque régnant en accordant à diverses personnes une nomination dans des ordres nationaux ou dynastiques ou l'attribution de décorations et de médailles. Les distinctions sont remises par le monarque ou un représentant vice-royal. Les Birthday Honours constituent l'un des deux palmarès annuels, avec les New Year Honours. Toutes les distinctions royales sont publiées dans le journal officiel concerné.

## Histoire
Les distinctions honorifiques sont décernées, à quelques exceptions près, le jour de l'anniversaire du souverain depuis au moins 1860, sous le règne de la reine Victoria. En 1876, il n'y a pas eu de liste de distinctions honorifiques pour l'anniversaire de la reine, ce qui a suscité « beaucoup de déception » et même des reproches au ministère de la Défense. Un long article paru dans le journal Broad Arrow pardonnait à la reine et critiquait Gathorne Hardy pour avoir négligé de décerner l'ordre du Bain à de dignes soldats : « C'est au ministre de la Guerre qu'incombe tout le patronage général de cette nature, et si M. Hardy n'a pas jugé bon de marquer l'occasion de la manière habituelle, on ne peut que le blâmer ou le féliciter d'avoir négligé de suivre les sentiers battus de ses prédécesseurs ». Dans le même temps, il a été noté que la reine semblait avoir rendu ses propres honneurs en nommant le prince de Galles et le duc de Connaught comme ses aides de camp personnels et le roi Georges de Hanovre, malade, comme général en l'armée britannique.
L'anniversaire de son successeur, le roi Édouard VII (r. 1901-1910), tomba le 9 novembre 1901,. Depuis 1959, l'anniversaire officiel du monarque au Royaume-Uni a été déplacé à un samedi du début du mois de juin. Les autres royaumes du Commonwealth célèbrent l'anniversaire officiel du monarque à des dates différentes (généralement fin mai ou début juin) ; les distinctions honorifiques sont attribuées en conséquence.
Les Birthday Honours n'ont pas été décernés lorsqu'ils coïncidaient avec les honneurs du jubilé en 1887 et 1897 et les Coronation Honours en 1911, 1937 et 1953.
Les Birthday Honours de 2020 au Royaume-Uni ont été reportés à l'automne en raison de la pandémie de Covid-19.